# Gaius Iulius Iullus (Konsul 482 v. Chr.)
Gaius Iulius Iullus war ein römischer Konsul und Decemvir im 5. Jahrhundert v. Chr.
Iulius Iullus entstammte der patrizischen gens der Julier und war der Sohn eines Gaius und Enkel eines Lucius Iulius Iullus. Er wurde im Jahre 482 v. Chr. zusammen mit Quintus Fabius Vibulanus zum Konsul gewählt. In den Auseinandersetzungen mit den Plebejern um die gerechtere Gesetzgebung in Rom wurde er 451 v. Chr. zu einem der Decemviri consulari imperio legibus scribundis berufen, mit der Aufgabe, das römische Recht zu kodifizieren. Er gehörte dabei offensichtlich zu den Mitgliedern des Dezemvirats, die Verständnis für die Belange der Plebejer hatten, denn mit seinem Namen ist eine Erzählung über die Unparteilichkeit der Rechtspflege während des ersten Dezemvirats  geknüpft. Als 449 v. Chr. die Plebejer mit der Arbeit der Dezemvirn von 449 nicht zufrieden waren und deshalb die Stadt verließen und sich auf dem damals noch außerhalb des Pomeriums liegenden Aventin versammelten, gehörte (nach Dionysos) Iulius Iullus mit Publius Sulpicius und Spurius Tarquinius zu der Delegation, die mit den Plebejern verhandeln sollte. Wegen seiner entgegenkommenden Verhandlungsführung wurde ihm nach Dionysos der Titel „Volksfreund“ verliehen.
Iulius Iullus ist nicht zu verwechseln mit seinem gleichnamigen Vater (Konsul im Jahre 489 v. Chr.) und Gaius Iulius Iullus, der das Konsulat dreimal (447, 435, 434 v. Chr.) bekleidete.